# NGC 6920
NGC 6920 (другие обозначения — PGC 65273, ESO 26-4, AM 2036-801) — линзообразная галактика (S0) в созвездии Октант.
Этот объект входит в число перечисленных в оригинальной редакции «Нового общего каталога».